# 2011年3月逝世人物列表
2011年逝世人物列表：1月 - 2月 - 3月 - 4月 - 5月 - 6月 - 7月 - 8月 - 9月 - 10月 - 11月 - 12月
2011年3月逝世人物列表，是用于汇总2011年3月期间逝世人物的列表。

## 按日期排序

### 1日
- 楚戈，本名袁德星，80歲，台灣古物鑑定家、畫家、書法家，罹鼻咽癌逝世聯合新聞網Archive.today的存檔，存档日期2012-07-22

### 2日
- 吴阶平，94岁，中国医学科学家、医学教育家、泌尿外科专家和社会活动家，第八届、九届全国人民代表大会常务委员会副委员长，九三学社第九届、十届中央委员会主席，十一届名誉主席，中国科协名誉主席，中国医学科学院名誉院长，中国科学院、中国工程院资深院士新浪（页面存档备份，存于）
- 索伊·維嘉拉米森，85歲，冰島作家，1988年獲北歐理事會文學獎（英文）Iceland Review
- 沙赫巴茲·巴蒂，42歲，巴基斯坦少數族群事務部長，為巴基斯坦內閣中唯一天主教徒，因反對《褻瀆法》遭暗殺聯合報

### 3日
- 楊嬌，88歲，已故台灣企業家王永慶的二房nownews（页面存档备份，存于）
- 詹姆斯·艾利奥特（James Ludlow Elliot），67岁，美国天文物理学家，為發現天王星环團隊、以及海衛一觀察團隊主要成員科学网（页面存档备份，存于）
- 赵佩之(Bei-Tse Chao)，94岁，美国工程院院士，伊利诺大学教授，中華民國中央研究院第16屆(數理科學組)院士。科学网（页面存档备份，存于）中央研究院（页面存档备份，存于）

### 4日
- 台灣死刑犯：管鐘演、鍾德樹、王國華、莊天祝、王志煌。nownews（页面存档备份，存于）
- 米哈伊尔·佩特罗维奇·西蒙诺夫（俄語：Михаи́л Петро́вич Си́монов），81岁，而俄罗斯苏霍伊设计局总设计师，苏-27战斗机的主要设计人新浪（页面存档备份，存于）
- 西蒙·范德梅尔（荷蘭語：Simon van der Meer），85岁，荷兰物理学家，1984年诺贝尔物理学奖获得者，W粒子和Z粒子发现者科学网（页面存档备份，存于）
- 克里希納·普拉薩德·巴特拉伊，86歲，尼泊爾大會黨領袖，於1990至1991年出任總理、1999至2000年當選總理，因多重器官衰竭去世（英文）BBC（页面存档备份，存于）

### 5日
- 阿爾貝托·格拉納多（西班牙語：Alberto Granado），88歲 ，阿根廷、古巴醫生、作家與科學家英国广播公司（页面存档备份，存于）

### 6日
- 布培（Bob Pope），64歲，英國殖民地官員和產業測量師，香港地政總署署長（1993年－2002年）。蘋果日報（页面存档备份，存于）
- 柴成文，96岁，中国人民解放军总参谋部外事局原局长、开国少将。新华网（页面存档备份，存于）
- 台中市傑克丹尼夜店火災：范富棋、廖怡萱（夫妻）、張德淦、范玉雪（夫妻）、林孟臻（女）、林秀韓（女）、亓瑋韜、謝佳璋與陳俊元。nownews（页面存档备份，存于）

### 7日
- 陈珽，92岁，中国自动控制及系统工程专家科学网（页面存档备份，存于）

### 8日
- 邁克·斯塔爾（Mike Starr，本名），44歲，美國搖滾樂隊愛麗絲囚徒前貝斯手，死於吸毒過量東方日報（页面存档备份，存于）

### 9日
- 大卫·布罗德（David Broder），81岁，美国《华盛顿邮报》资深白宫记者和专栏作家，1973年普利策新闻奖得主，“水门事件”调查记者之一中国新闻网（页面存档备份，存于）

### 11日
- 王其恭，88岁，原中华人民共和国航空工业部副部长中国航空新闻网
- 高志伟，55岁，浙江企业家，汉帛国际董事长，突发心肌梗塞去世杭州网（页面存档备份，存于）
- 郭軍城，58歲，香港八十年代職業桌球手、業餘評馬人及演員，因心臟病突發病逝蘋果日報（页面存档备份，存于）

### 12日
- 妮拉·匹茲（義大利語：Nilla Pizzi），91歲，義大利女歌手文匯報
- 喬·莫雷略 ( ），82歲，1950年代美國爵士鼓手，戴夫·布魯貝克四人樂隊（The Dave Brubeck Quartet）樂隊成員，編了多本爵士鼓演奏教科書（英文）MassLive（页面存档备份，存于）

### 14日
- 馬俊賢（葡萄牙語：Joaquim Germano Pinto Machado Correia da Silva），80歲，葡萄牙第124任澳門總督，首位非軍人總督（英文）Macau Daily Times

### 15日
- 高长利，61岁，中國特型演员，一级演员，“中国银屏贺龙第一人”新华网（页面存档备份，存于）
- 奈特·道格（Nate Dogg），41歲，美國音樂家，因中風逝世中國街球網

### 16日
- 陳志遠，62歲，台灣音樂人，曾作《愛上一個不回家的人》等曲，大腸癌病逝中央廣播電台

### 17日
- 麥可·高福（Michael Gough），94歲，英國演員蘋果日報
- 朱少云，87岁，中国京剧表演艺术家、前河北省艺术学校京剧科教师，病逝。京剧艺术网

### 18日
- 沃伦·克里斯托弗（Warren Christopher），85歲，美國外交官、律師，國務卿（1993年－1997年），腎臟和膀胱癌併發症病逝明報
- 徐旭常，78岁，中国工程院院士，热能工程专家科学网（页面存档备份，存于）

### 19日
- 顾知微，93岁，中国科学院院士，古生物学家和地质学家科学网（页面存档备份，存于）
- 贺世哲，81岁，中国敦煌学家科学网（页面存档备份，存于）
- 謝景來，101歲，高雄市美濃區客家人，國寶級客家藍衫製作師傅自由時報

### 20日
- 愛新覺羅·毓鋆，105歲，經學宗師，曾在台大、政大、文化學院（現文化大學）等校任教，後在台北開辦私塾「天德黌舍」（後稱「奉元書院」）。中央廣播電台
- 芮沐，103歲，中國經濟法學和國際經濟法學的學科奠基人、北京大學資深教授新華網（页面存档备份，存于）

### 21日
- 尼庫萊·安德里亞諾夫（俄語：Никола́й Ефи́мович Андриа́нов），58歲，前蘇聯體操運動員路透社（页面存档备份，存于）

### 22日
- 楊肇岳，台灣國立台灣大學海洋所教授、反核學者，墜樓身亡中國時報
- 杜星垣，97歲，中華人民共和國國務院秘書長（1982年5月─1983年6月）。新華社（页面存档备份，存于）

### 23日
- 伊莉沙伯·泰萊女爵士（Dame Elizabeth Taylor），79歲，美國荷里活電影明星，曾兩奪奧斯卡最佳女主角獎，有「玉女」之稱。心臟衰竭BBC（页面存档备份，存于）

### 25日
- 托马斯·埃斯纳（Thomas Eisner），81岁，美国生物学家科學網（页面存档备份，存于）
- 奧麗嘉·烏裏揚諾娃（Olga Ulyanova），89歲，俄國作家暨化學家，列寧家族最後一位親屬國際在線（页面存档备份，存于）
- 酈俊厚，93歲，中華民國內政部警政署刑事警察局首任局長，前台北市警察局長聯合報[]

### 26日
- 傑羅丁·費拉羅（Geraldine Ferraro），75歲，美國民主黨政治家、眾議員（1979年－1985年），美國首位代表主要政黨的副總統女候選人聯合新聞網[]
- 哈里·韦斯利·库弗（Harry Wesley Coover），94歲，美國發明家，瞬間膠的發明人中央社

### 27日
- 法利·格蘭傑（Farley Granger），85歲，美國電影演員新浪香港

### 28日
- 丁文元，75歲，中國大陸相聲藝人美南新聞
- 陈克天，95岁，江苏省原副省长网易新闻
- 保羅·巴蘭（Paul Baran），84歲，美國工程師，1960年代提議興建網際網路前身ARPANET自由時報

### 29日
- 鄧光榮，64歲，香港演員、製片人及導演，有「學生王子」之稱有線新聞[]
- 荷西·阿倫卡爾（葡萄牙語：José Alencar），79歲，曾任巴西副總統國際在線（页面存档备份，存于）

### 30日
- 陳忠鴻，66歲，馬來西亞馬華前總秘書兼甲洞前國會議員拿督星洲日報（页面存档备份，存于）
- 单汝洪，91岁，马来西亚马来亚共产党中央政治局委员[1]
- 郭淳，46歲，台灣超寫實主義畫家中國時報[]